# 264
264 (CCLXIV) var ett skottår som började en fredag i den julianska kalendern.

## Händelser

### Okänt datum
- Sun Hao efterträder Sun Xiu som härskare av det kinesiska kungariket Wu.

## Avlidna
- Valerianus, romersk kejsare sedan 253–260 (död detta år eller 260)
- Deng Ai, general i det kinesiska kungariket Wei
- Jiang Wei, general, storkommendör och strateg i det kinesiska kungariket Shu Han, samt fosterson till Zhuge Liang
- Zhang Yi, general i Shuriket
- Zhong Hui, general i Weiriket
- Sun Xiu, kejsare av Wuriket
- Deng Zhong, general i Weiriket, son till general Deng Ai